# Перекрут яичка
Перекру́т яи́чка (лат. torsio testis) — патологическое состояние, заключающееся в повороте яичка относительно его нормального положения (вокруг вертикальной или горизонтальной оси), что приводит к сдавливанию сосудов и нервов, проходящих в составе семенного канатика. Без экстренного лечения данная патология приводит к развитию ишемических изменений в яичке, вплоть до необратимых нарушений функций железы и её омертвления (некроза).
В русскоязычной литературе данная патология нередко обозначается и другими терминами, такими, как перекрут семенного канатика, заворот яичка, заворот семенного канатика, перекрут семенного канатика и яичка.

## Этиология и патогенез
Среди основных факторов, способных стать причиной развития перекрута яичка, отмечаются следующие:
- Патологическая подвижность яичка[5]. К ней могут привести недоразвитие связки Гунтера (которая в норме фиксирует яичко ко дну мошонки[6]) или различные внутриутробные нарушения формирования влагалищного отростка брюшины[7]: при этом нарушается развитие мезорхия (брыжейки яичка, которая в норме фиксирует его к стенкам мошонки), и яичко приобретает дополнительную подвижность по типу «языка колокола».
- Резкие сокращения мошонки и мышцы, поднимающей яичко (что возможно при травмах, резких движениях, внезапном напряжении мышц брюшного пресса, мастурбации, упорном кашле)[8][9]. Однако нередко яичко может перекручиваться и во сне[6]. Одним из предрасполагающих факторов к развитию перекрута яичка является также ношение тесной одежды[8].

Наиболее часто данная патология встречается в раннем детском возрасте и в пубертатном периоде; около 65 % случаев приходится на возраст 12—18 лет. Частота встречаемости у лиц мужского пола возрастом до 25 лет варьирует от 1 на 4000 до 1 на 25 000. Однако изредка перекрут яичка может наблюдаться и в более зрелом возрасте, в том числе и в возрастной период 60—70 лет. Имеются данные о том, что перекрут яичка может случаться и до рождения (во внутриутробном периоде развития), что может приводить к рождению мальчика с монорхизмом (отсутствием одного яичка).
При прочих равных условиях более крупное яичко (его большой размер может быть вызван индивидуальными особенностями или развивающейся опухолью) является более предрасположенным к перекруту. Яичко чаще перекручивается вдоль своей вертикальной оси снаружи внутрь. Степень выраженности перекрута бывает различной (обычно — порядка 80—180 или 180—360 градусов); однако описаны случаи перекрута яичка и на 1080 градусов.
В отдельных случаях наблюдается так называемый привычный перекрут яичка (или же частичный перекрут), при котором непродолжительные симптомы перекрута самопроизвольно исчезают. Пациенты с подобной патологией принадлежат к группе высокого риска по развитию полного перекрута и, как правило, им показано оперативное лечение (двусторонняя орхипексия), практически всегда приводящая к полному исчезновению всех симптомов.
Различают следующие три разновидности перекрута яичка:
- Экстравагина́льная форма (вневлагалищный перекрут), при которой яичко перекручивается вместе со своей влагалищной оболочкой выше прикрепления париетального листка влагалищной оболочки. Данная форма чаще встречается у детей возрастом до одного года[9] или во внутриутробном развитии, что приводит к врождённому некрозу яичка, требующему его хирургического удаления[19].
- Интравагина́льная форма, при которой яичко перекручивается внутри той части семенного канатика, что находится в полости влагалищной оболочки яичка; надвлагалищная часть семенного канатика при этом не изменена. Чаще встречается в возрасте 10—16 лет, что связано с быстрым увеличением размеров яичка в этом возрасте[16].
- Перекрут яичка на брыжейке придатка, при котором придаток яичка не изменён, а передавливаются лишь те сосуды, что проходят к яичку по брыжейке придатка. Данный вариант возможен лишь при выраженном разделении яичка и придатка[16].

При любой из форм перекрута резко нарушается кровообращение в яичке и его придатке, в железе наблюдаются ишемические изменения, степень выраженности которых сильно зависит от длительности и степени перекрута, а также от длины семенного канатика (при более коротком канатике степень деструктивных изменений в яичке будет большей). В большинстве случаев при отсутствии лечения через шесть-восемь часов после развития перекрута в яичке развиваются необратимые некротические изменения (иногда кратковременный перекрут может приводить и лишь к атрофии яичка).
К вероятным осложнениям перекрута яичка относятся:
- Некроз и гангрена яичка
- Мошоночный абсцесс, гангрена мошонки (гангрена Фурнье)
- Хронический эпидидимит

## Клинические проявления
Наиболее выраженным симптомом перекрута яичка является внезапная и резкая боль (как в области мошонки, так и в паху и нижней части живота). Часто (особенно у маленьких детей) наблюдается тошнота и рвота. Яичко при перекруте чаще располагается выше своего обычного положения. Местно могут наблюдаться покраснение кожи и повышение её температуры. Нередко местные симптомы могут быть скудными, тогда как превалируют общие симптомы (боль в животе, рвота, повышение температуры тела, диспептические расстройства). Иногда дополнительным проявлением перекрута яичка может быть острая задержка мочи. Само яичко обычно увеличивается в размерах, при ощупывании определяется его уплотнённая консистенция и болезненность.
При отсутствии своевременного лечения через 18—24 часа боль нередко ослабевает, но продолжают нарастать местные (отёк, гиперемия) и общие симптомы (лихорадка, интоксикация, обычно заметно выраженные лишь у детей). В отдельных случаях (особенно у младенцев) возможно развитие коллаптоидного состояния.

## Диагностика
Наиболее часто дифференциальную диагностику перекрута яичка нужно проводить с орхитом (для перекрута яичка характерно более острое начало) и эпидидимитом (дифференциальным признаком является то, что при приподнятии мошонки боль при эпидидимите чаще уменьшается, а при перекруте — обычно не изменяется или даже усиливается; при перекруте яичка чаще, чем при воспалительных процессах, ослабляется или вообще исчезает кремастерный рефлекс), травмой яичка, перекрутом гидатиды Морганьи (см. ниже); реже — с ущемлённой паховой грыжей, водянкой яичка, отёком Квинке.
Лабораторные исследования крови и мочи в большинстве случаев не позволяют уверенно подтвердить диагноз перекрута или исключить заболевания со схожей симптоматикой. Наиболее показательным методом инструментальной диагностики при подозреваемом перекруте яичка является доплеровское ультразвуковое исследование, позволяющее выявить расстройства кровообращения в яичке. Ещё более показательным (но и значительно менее доступным) методом является динамическая сцинтиграфия яичек с использованием препаратов технециевой кислоты, обогащённой изотопом 99mTc (например, натрия пертехнетата 99mTc). В отдельных случаях могут применяться также эндоскопические методы диагностики.
В сомнительных и экстренных случаях, а также при недоступности или неубедительных результатах использования инструментальных методов может применяться диагностическая операция, заключающаяся в рассечении мошонки и нижней части пахового канала с ревизией яичка.

## Лечение
На ранних стадиях развития перекрута яичка возможно консервативное лечение, заключающееся в бескровной (закрытой) дето́рсии (развороте, раскручивании) яичка. Яичко захватывают пальцами через кожу мошонки и, стараясь оставлять стенку мошонки неподвижной, поворачивают его по направлению кнаружи (к бедру), при этом слегка потягивая яичко вниз, повторяя данную манипуляцию несколько раз. При успешной деторсии болевой синдром исчезает или значительно уменьшается, а само яичко несколько опускается вниз ко дну мошонки. Даже при успешной закрытой деторсии больному показана срочная операция по фиксации яичка с целью предупреждения рецидива (успешно выполненная до операции деторсия в данном случае улучшает результаты оперативного лечения). Точная частота успешных бескровных деторсий неизвестна ввиду относительной редкости патологии (она, однако, вероятней всего, не слишком велика: по некоторым оценкам — лишь около 3 %). Если выполнить срочную операцию после закрытой деторсии по тем или иным причинам невозможно, показано применение препаратов, улучшающих микроциркуляцию (трентал, эуфиллин и др.), а также выполнение новокаиновых блокад семенного канатика.
При неудавшейся закрытой деторсии (а также на относительно поздних стадиях развития перекрута яичка) больному показана экстренная операция: после доступа к яичку (у новорождённых и младенцев чаще применяют паховый доступ, у детей старшего возраста и взрослых — разрез на передней поверхности мошонки) осуществляют его ревизию и раскручивание (деторсию), после чего яичко фиксируют ко дну и перегородке мошонки. В случаях, когда состояние яичка представляется сомнительным, осуществляют отогревание яичка тёплым изотоническим раствором в течение 20—25 минут, в семенной канатик вводят папаверин-новокаиновую смесь с гепарином. При явных признаках некроза яичка осуществляют орхиэктомию.
Исключительно консервативное лечение перекрута яичка чревато появлением в организме больного спермальных антител (за счёт нарушения гематотестикулярного барьера), поражением второго яичка и бесплодием. С целью снижения вероятности подобных осложнений всем больным в послеоперационном периоде показано назначение аспирина и гепарина; в некоторых случаях — кортикостероидов.

## Прогноз
Перекрут яичка относится к ургентным (неотложным) состояниям: при развившемся перекруте яичка необратимые ишемические изменения в яичке развиваются обычно в течение 6 часов, в связи с чем данная патология требует безотлагательного лечения. При своевременном вмешательстве прогноз благоприятный. По некоторым оценкам, деторсия яичка, выполненная в течение шести часов от начала развития патологии, позволяет сохранить яичко в 90 % случаев; через 12 часов от начала развития перекрута положительный результат достигается лишь в 50 % случаев; через 24 часа он достижим лишь в 10 % случаев; позже яичко практически нежизнеспособно.

## Перекрут гидатиды Морганьи
Схожую клиническую картину, патогенез и принципы лечения имеют также перекруты гидати́д яичка и придатка (так называемые гидати́ды Морга́ньи представляют собой рудиментарные отростки, привески яичка и придатка, являющиеся остатками парамезонефрического протока). Перекрут гидатиды Морганьи, как правило, отличается более стёртым и «мягким» течением заболевания и относительно менее частыми осложнениями (по сравнению с перекрутом яичка). Диагностика данной патологии довольно затруднена, окончательный диагноз нередко ставится лишь интраоперационно.